# Řeholní institut
Řeholní institut je církevně právní označení řádů a kongregací v římskokatolické církvi.

## Vymezení podle kanonického práva
V kanonickém právu latinské církve, Kodex kanonického práva (Codex Iuris Canonici, CIC) z roku 1983, jsou řeholní instituty upraveny v kán. 607–709 CIC. Spolu se sekulárními instituty (kán. 710–730 CIC) tvoří instituty zasvěceného života (kán. 573–606 CIC). Společenství apoštolského života (kán. 731–755 CIC) formálně nepatří mezi instituty zasvěceného života, ale Kongregace pro instituty zasvěceného života a společnosti apoštolského života je za ně také zodpovědná.

### Vlastní právo
Vlastním právem (Sui iuris) řeholních institutů je právo stanovit si pravidla a předpisy, jimiž se řídí život v komunitě. Tato svoboda je jedním z nejdůležitějších aspektů mnišské autonomie. Při vypracovávání vlastního práva jsou řeholní instituty vázány obecným kanonickým právem. Vlastní právo jednotlivých sdružení obsahuje kromě základů spirituality příslušného společenství také různé specifické kanonickoprávní předpisy; zahrnuje řádovou řeholi a vnitřní směrnice a stanovy řádu, které se obvykle nazývají konstituce, a také související prováděcí předpisy (často nazývané direktoria), jako jsou volební řád, popisy úřadů, odpovědnosti atd. kán. 598 § 2 CIC předepisuje: „Všichni členové však musí nejen věrně a úplně zachovávat evangelijní rady, ale také utvářet svůj život podle řádného zákona institutu a tímto způsobem usilovat o dokonalost svého stavu.“

## Rozdíl mezi řády a kongregacemi
V řeholních společenstvích římskokatolické církve se tradičně rozlišují řády a kongregace.
Mezi řeholní řády patří komunity, které existují většinou déle než 700 let. Patří mezi ně:
- mnišské řády
- duchovní rytířských řádů
- žebravé řády
- řeholní kanovníci
- řeholní klerici

Kongregace jsou novější sdružení, z nichž většina vznikla až v 17. století. V CIC z roku 1983 se již nerozlišuje mezi řády a kongregacemi, i když v příslušném právu papežem schválených komunit nadále existuje. Kongregace se od starých řádů liší prakticky jen tím, že jejich členové skládají tzv. jednoduché sliby, zatímco členové starých řádů skládají sliby slavné. Na rozdíl od řádů a kongregací podle papežského práva nepodléhá kongregace podle biskupského práva přímo papeži, ale je zřízena a kontrolována příslušným diecézním biskupem.

## Označování členů
Členové řeholních institutů (řeholníci) se obecně nazývají řeholníci (nebo řeholní bratři) nebo řeholnice (nebo řeholní sestry). Řeholní sestry jsou někdy konkrétně ty řeholnice, které nežijí v papežské klauzuře; řeholní bratři jsou členové bratrských řádů a obecně hlavně neklerikové. Členové mnišských řádů se nazývají mniši a mnišky. V kanonickém právu se za mnišky považují všechny členky starobylých řádů, které skládají slavné sliby, bez ohledu na jejich tradici. V případě řeholních kanovníků se hovoří také o kanovnících, v případě členek kanovnických řádů (kanovnic) se hovoří také o chórových sestrách nebo kanovnicích.

## Katolické řády a řeholní kongregace
Řád (latinsky ordo) v kontextu katolické církve je tradiční a církví schválená instituce, sdružující muže nebo ženy, kteří chtějí společně pěstovat určitý typ duchovního života a činnosti. Aby se jí mohli plně věnovat, žijí více méně odděleně, omezují své vazby na okolní svět (klauzura) a snaží se následovat příklad Ježíše Krista. Závazná pravidla tohoto způsobu společného života jsou obsažena v řeholi (z lat. regula, pravidlo), jejíž dodržování a rozvíjení vede představený kláštera (opat, převor, abatyše atd.) Osoby, které do řádu vstupují, procházejí zkušebním obdobím (noviciát), kdy si v klášteře ověřují, zda se mohou a chtějí tomuto „zasvěcenému životu“ věnovat až do smrti. Členy řádu se stávají složením nejprve dočasných a konečně slavných slibů (osobní) chudoby, čistoty a poslušnosti.
Kongregace (lat. congregatio, shromáždění) začaly vznikat až v 16. století podle předpisů Tridentského koncilu. Lišily se jednak tím, že místo slavných slibů měly tzv. věčné sliby s menší závazností, jednak tím, že většinou netrvaly na odděleném životě v klášteře, ale usazují se naopak ve městech a věnují se působení ve společnosti. V současném kanonickém právu je rozdíl mezi nimi už téměř setřen.

### Historie
Potřeba společného života, vedeného pravidly, vyvstala patrně mezi poustevníky v pozdním starověku a první organizaci navrhl egyptský poustevník Pachomios († 346). Na něj navázal Benedikt z Nursie (470–543), který také začal jako poustevník a pro svůj pozdější klášter napsal vlastní řeholi. Raně středověké kláštery benediktinů, cisterciáků, premonstrátů atd. kladly hlavní důraz na asketický způsob odděleného života v uzavřeném a více méně soběstačném klášteře, zpravidla na neobydleném místě. V rámci křížových výprav v 11.-13. století vznikla řada rytířských řádů, které působily v Palestině a později se věnovaly péči o poutníky a nemocné.
S pokračující kolonizací Evropy ztrácely osamělé kláštery v lesích na významu a řády se naopak začaly věnovat městské misii. Počátkem 13. století vznikly první žebravé řády, které se usazovaly na okrajích měst a věnovaly kázání. V téže době vznikaly „druhé řády“, ženské větve těchto řádů, a od 14. století i „třetí řády“ laiků, kteří často bydleli společně, ale s rodinami a živili se řemesly.
Po tridentském koncilu začaly vznikat kongregace s určitým posláním ve společnosti, pověřené například vedením škol a výchovou opuštěných dětí, vědeckým a historickým bádáním, péčí o postižené a nemocné atd. Tomu se přizpůsobily i starší řády a za josefinských reforem koncem 18. století byly kláštery bez takové činnosti rušeny. Jejich činnosti přebíraly státní a městské orgány, takže řády a kongregace musely hledat i jiná uplatnění.
Koncem 20. století začala vznikat daleko volnější a také pružnější sdružení a hnutí, založená na určitém pojetí křesťanské služby. Řada z nich vznikla jako reakce na modernizační změny druhého vatikánského koncilu, zejména na změny v liturgii. Některá (např. Kněžské bratrstvo svatého Pia X. čili lefebristé) se v ČR ustavila jako samostatná církev. Jiná hledají křesťanské odpovědi na aktuální problémy současného světa a hospodářství, což vyžaduje i značnou odbornost. Komunita Taizé ve Francii dělá průkopnickou práci v křesťanském ekumenismu.

### Význam
Řády i kongregace mají pro katolickou, ale i luterskou nebo anglikánskou církev velký význam, protože pokrývají velmi rozmanité duchovní potřeby v různých prostředích a s různými důrazy. Byly a jsou také místem, kde se dají zkoušet nové způsoby křesťanského života ve změněných podmínkách moderního světa. Proto také pronásledování církví v ČSR i jinde často začínalo likvidací klášterů a řádů.

### Řády a kongregace katolické církve působící v Česku
- Theatini, Kajetáni – Ordo clericorum Regularium vulgo Theatinorum,

#### Kontemplativní řády
- Řád svatého Benedikta, benediktini
  - celestini římskokatolický mnišský řád, větev benediktinů, založený v roce 1244,
- Cisterciácký řád, cisterciáci
  - Řád cisterciáků přísné observance (trapisté)
- Řád premonstrátských řeholních kanovníků (premonstráti)
- Řád augustiniánů
  - Bosí augustiniáni
  - Augustiniáni kanovníci
- Řád karmelitánů
  - Řád bosých karmelitánů
  - Sestry karmelitky sv. Terezie z Florencie (bosé karmelitky)
  - Řád obutých karmelitánů – Ordo Fratrum Beatae Mariae Virginis de Monte Carmelo
- Křižovníci s červeným křížem – Strážci Božího hrobu, Božehrobci. Osudy řádu se proplétají s dějinami rytířského Řádu Božího hrobu.

#### Školské řády
- Řád zbožných škol (piaristé)
- Tovaryšstvo Ježíšovo (jezuité)
- Salesiáni Dona Boska
- Kongregace Dcer Panny Marie Pomocnice (salesiánky)
- řád svaté Voršily (voršilky, uršulinky)
- Congregatio Jesu (anglické panny)
- Kongregace bratří Nejsvětější Svátosti (petrini)
- Kongregace kněží Nejsvětější Svátosti (eucharistiáni)
- Kongregace Nejsvětějšího Vykupitele (redemptoristé)
- Kongregace sester Nejsvětější Svátosti (Congrégation missionnaire du Saint Sacrément)
- Kongregace Školských sester de Notre Dame (školské sestry)
- Společnost Božského Spasitele (Societas Divini Salvatoris, SDS, salvatoriáni)
- Společnost katolického apoštolátu (pallotini)

#### Ošetřovatelské řády
- Řád svaté Alžběty (alžbětinky)
- Kongregace Milosrdných sester svatého Karla Boromejského (boromejky)
- Hospitálský řád sv. Jana z Boha (milosrdní bratři)
- Kongregace Milosrdných sester svatého Kříže
- Kongregace Šedých sester III. řádu sv. Františka (šedé sestry)

#### Žebravé řády(mendikantní)
- Chudé sestry svaté Kláry (klarisky)
- Řád menších bratří (františkáni)
- Hyberni – Františkáni observanti hybernské (irské) provincie
- Řád menších bratří kapucínů (kapucíni)
- Řád menších bratří konventuálů (minorité)
- Řád bratří kazatelů (dominikáni)
- Řád služebníků Mariiných (servité)
- Řád trinitářů
- Kongregace Milosrdných sester svatého Vincence de Paul (vincentky)
- Řád svatého Pavla prvního poustevníka (paulíni/pavlíni)

#### Rytířské řády
- Maltézský řád (maltézští rytíři)
- Misionáři obláti Panny Marie Neposkvrněné
- Rytířský řád křižovníků s červenou hvězdou
- Řád johanitů
- Řád německých rytířů
- Řád svatého Lazara (lazariáni, lazarité) (x lazaristé = vincentini aj.)
- Řád templářů
- Rytířský řád Božího hrobu jeruzalémského

#### Třetí řády (terciáři)
- Premonstrátský třetí řád (premonstrátští terciáři)
- Třetí řád svatého Dominika (LSSD)
- Třetí řád sv. Františka z Assisi neboli OFS
- Karmelitánští terciáři
- Augustiniánská fraternita
- Familiáři Řádu německých rytířů
- Salesiánští spolupracovníci (ASC)
- Obláti – třetí řády benediktinů a cisterciáků.
- Sdružení paulínských spolupracovníků

### Řády a kongregace katolické církve mimo Českou republiku
- Barnabité (V českých zemích působila pouze jediná kolej, která byla zřízena roku 1627 při kostele sv. Benedikta na Hradčanech. Tato kolej byla zrušena v roce 1786.)
- Kartuziáni
- Kongregace Nejsvětějších Srdcí (Picpus)
- Passionisté

### Zrušené řády a kongregace
- Řád křižovníků s červeným srdcem (cyriaci)
- Ivanité

### Víceznačná označení
- Paulán
- Paulín